# Rhynchochalcis
Rhynchochalcis is een geslacht van vliesvleugeligen uit de familie bronswespen (Chalcididae). De wetenschappelijke naam van dit geslacht is voor het eerst geldig gepubliceerd in 1905 door Cameron.

## Soorten
Het geslacht Rhynchochalcis omvat de volgende soorten:
- Rhynchochalcis brevicornuta (Strand, 1911)
- Rhynchochalcis lankana (Narendran, 1989)
- Rhynchochalcis nigra Cameron, 1905
- Rhynchochalcis pruinosa (Cameron, 1906)
- Rhynchochalcis retusa Steffan, 1951
- Rhynchochalcis senegalensis Steffan, 1951
- Rhynchochalcis thresiae Narendran, 1989